# لولا فلورس
لولا فلورس (اسپانیایی: Lola Flores‎؛ ۲۱ ژانویه ۱۹۲۳ – ۱۶ مهٔ ۱۹۹۵) خواننده، هنرمند رقص و بازیگر اهل اسپانیا بود. وی بین سال‌های ۱۹۳۹ تا ۱۹۹۵ میلادی فعالیت می‌کرد.
از فیلم‌ها یا مجموعه‌های تلویزیونی که وی در آن‌ها نقش داشته است، می‌توان به ایوان ماه اشاره نمود.